# Free as a Bird (álbum)
Free as a Bird es el noveno álbum de estudio del grupo británico Supertramp, publicado por la compañía discográfica A&M Records en octubre de 1987. 
El álbum, grabado entre los Ocean Way Recording Studios de Hollywood y el estudio personal de Rick Davies en Encino (California), marcó un cambio distintivo en el sonido característico de Supertramp, al incorporar elementos pop y dance en detrimento del rock progresivo de anteriores trabajos. Al respecto, Davies comentó que «Free as a Bird fue un experimento para tratar de ser moderno y construirlo con ordenadores y máquinas de ritmo, y que la gente viniese de uno en uno, lo cual te hacía perder el espíritu de grupo un poco».
Fue el segundo trabajo discográfico del grupo con Davies como líder y único compositor, tras la marcha de Roger Hodgson en 1983, así como el primero en incluir la contribución de Mark Hart, guitarrista de Crowded House, quien tocó por primera vez con el grupo en la gira posterior al lanzamiento de Brother Where You Bound. Hart, quien compartió con Davies los créditos de «Where I Stand», se convirtió en miembro de pleno derecho de Supertramp en las grabaciones de Some Things Never Change y Slow Motion. 
Tras su publicación, y a pesar de que el sencillo «I'm Beggin' You» llegó al primer puesto en la lista Hot Dance Music/Club Play de Billboard, Free as a Bird se convirtió en el disco menos exitoso de la trayectoria de Supertramp. Alcanzó el puesto 101 de la lista estadounidense Billboard 200, la peor posición para el grupo desde el lanzamiento de su primer álbum homónimo, y llegó a la posición 93 en la lista de discos más vendidos del Reino Unido.

## Recepción
Tras su publicación, Free as a Bird obtuvo reseñas mixtas de la prensa musical. Stephen Thomas Erlewine de Allmusic escribió: «Al carecer de la sensibilidad pop de Breakfast in America y ...Famous Last Words..., así como la fusión jazz de Brother Where You Bound, Free as a Bird es una colección sin color y sin melodía de serpenteante rock progresivo distinguido solo por el fecho de que el futuro guitarrista de Crowded House Mark Hart apareció en la grabación».
El lanzamiento de Free as a Bird fue seguido del World Migration Tour, una nueva gira en la que Rick Davies rompió un supuesto acuerdo verbal con Roger Hodgson según el cual no podía interpretar canciones del segundo en directo. La gira, de cuatro meses de duración, fue recopilada en el álbum Live '88. Tras la gira de promoción de Free as a Bird, el grupo estuvo inactivo casi diez años, tras los cuales volvió a reunirse para grabar Some Things Never Change sin la presencia del bajista Dougie Thomson.

## Portada
La portada de Free as a Bird incluyó una fotografía del pintor francés Georges Braque pintando en su estudio, realizada por su asistenta Mariette Lachaud, en 1954. La portada y la funda interior de la edición original en LP fueron publicadas en cuatro colores diferentes: azul, verde, rosa y amarillo. En la fotografía de la portada, la forma de la ave dibujada por Braque es un recorte, lo cual permite la vista de la funda interior del disco, de color amarillo.

## Reediciones
En junio de 2002, A&M Records reeditó una versión remasterizada de Free as a Bird junto al resto del catálogo musical del grupo entre 1974 y 1987. La reedición fue remasterizada a partir de las cintas analógicas originales en los Stertling Sound de Nueva York por Greg Calbi y Jay Messina.

## Lista de canciones
Todas las canciones escritas y compuestas por Rick Davies excepto donde se anota. 
| Cara A |                                          |          |  |
| N.º    | Título                                   | Duración |  |
| 1.     | «It's Alright»                           | 5:02     |  |
| 2.     | «Not the Moment»                         | 4:40     |  |
| 3.     | «It Doesn't Matter»                      | 4:53     |  |
| 4.     | «Where I Stand» (Rick Davies, Mark Hart) | 3:42     |  |
| 5.     | «Free as a Bird»                         | 4:26     |  |

| Cara B |                                   |          |  |
| N.º    | Título                            | Duración |  |
| 1.     | «I'm Beggin' You»                 | 5:33     |  |
| 2.     | «You Never Can Tell With Friends» | 4:20     |  |
| 3.     | «Thing for You»                   | 4:01     |  |
| 4.     | «An Awful Thing to Waste»         | 7:50     |  |

## Personal
| Supertramp - Rick Davies: voz, instrumentos de teclados, timbales y producción - John Helliwell: saxofón e instrumentos de viento - Bob Siebenberg: batería - Dougie Thomson: bajo Músicos invitados - Mark Hart: coros, guitarras, sintetizadores y coros - Linda Foot, Lise Miller, Evan Rogers, Karyn White: coros - Steve Reid: percusión - Lee Thornburg: trompeta - Marty Walsh: guitarra y coros - Nick Lane, Scott Page, Lon Price, David Woodford: instrumentos de viento | Equipo técnico - Tom Lord-Alge: productor y mezclas - Norman Hall: ingeniero de sonido - Bob Loftus: ingeniero asistente - Jeff Lorenzen: ingeniero asistente - Bob Ludwig: masterización - Richard Frankel: dirección artística y diseño - Raul Vega: fotografía |

## Posición en listas
| País           | Lista                    | Posición |
| -------------- | ------------------------ | -------- |
| Alemania       | Media Control Charts     | 23       |
| Australia      | Kent Music Report        | 30       |
| Canadá         | RPM Albums Chart         | 34       |
| España         | Spanish Albums Chart     | 16       |
| Estados Unidos | Billboard 200            | 101      |
| Francia        | French SNEP Albums Chart | 24       |
| Países Bajos   | Dutch Albums Chart       | 32       |
| Reino Unido    | UK Albums Chart          | 93       |
| Suecia         | Swedish Albums Chart     | 28       |
| Suiza          | Swiss Albums Chart       | 14       |

| Sencillo          | País           | Lista                              | Posición |
| ----------------- | -------------- | ---------------------------------- | -------- |
| «I'm Beggin' You» | Australia      | Kent Music Report                  | 70       |
| «I'm Beggin' You» | Canadá         | RPM Singles Chart                  | 73       |
| «I'm Beggin' You» | Estados Unidos | Hot Adult Contemporary Tracks      | 42       |
| «I'm Beggin' You» | Estados Unidos | Hot Dance Music/Club Play          | 1        |
| «I'm Beggin' You» | Estados Unidos | Hot Dance Music/Maxi-Singles Sales | 48       |
| «Free as a Bird»  | Reino Unido    | UK Singles Chart                   | 95       |

## Certificaciones
| País    | Organismo certificador | Certificación | Ventas certificadas | Ref.   |
| ------- | ---------------------- | ------------- | ------------------- | ------ |
| Francia | SNEP                   | Oro           | 100 000             | [ 18 ] |
| Canadá  | CRIA                   | Oro           | 50 000              | [ 19 ] |
| España  | Promusicae             | Oro           | 50 000              | [ 20 ] |
| Suiza   | IFPI Switzerland       | Oro           | 25 000              | [ 21 ] |